# Lorenzo Acquarone
Lorenzo Acquarone (Ventimiglia, 25 febbraio 1931 – Genova, 24 marzo 2020) è stato un avvocato, giurista e politico italiano.

## Biografia

### Attività politica
Iscritto per molti anni alla Democrazia Cristiana, fu eletto senatore della Repubblica nelle politiche del 1987, rimanendo in carica fino al 1994. Come esponente del Partito Popolare Italiano, fu eletto alla Camera dei deputati per le successive tre legislature.
Nel 2002 partecipò alla costituzione del nuovo soggetto politico denominato la Margherita, ma nel settembre 2003 decise di lasciare il partito per aderire ai Popolari-UDEUR di Clemente Mastella. Il suo reddito dichiarato nel 2004 lo poneva al terzo posto nella classifica dei deputati più ricchi della Camera con 1 380 876 euro.

### Attività accademica e forense
Libero docente di Diritto amministrativo nel 1961 e professore dal 1962, dal 1966 al 2006 fu professore ordinario, titolare della prima cattedra di Diritto amministrativo, nella Facoltà di Giurisprudenza dell'Università degli Studi di Genova (presso la quale ricoprì la carica di Pro Rettore dal 1969 al 1974 e di Preside della Facoltà di Giurisprudenza dal 1975 al 1981).
Il 24 gennaio 2016 presenziò in Corte costituzionale alla discussione dei ricorsi del gruppo di avvocati coordinati da Felice Carlo Besostri, in rappresentanza del collegio dei ricorrenti genovesi contro la legge elettorale Italicum, che all'esito dell'udienza fu dichiarata parzialmente incostituzionale.

### Morte
Acquarone è morto a Genova il 24 marzo 2020, a 89 anni, vittima del COVID-19.

## Incarichi parlamentari
- Presidente del Comitato di vigilanza sull'attività di documentazione (dal 3 luglio 1996)
- Componente della Sezione giurisdizionale dell'Ufficio di presidenza (dal 31 luglio 1996)
- Componente della 14ª Commissione Politiche dell'Unione europea (dal 28 luglio 1998 al 27 aprile 2006)
- Componente della Commissione speciale per l'esame dei progetti di legge recanti misure per la prevenzione e la repressione dei fenomeni di corruzione (dal 16 ottobre 1996)